# Экономика Бурунди
Бурунди — слаборазвитое аграрное государство. Страна, относящаяся к числу наименее развитых стран мира, в которой основой экономики является потребительское сельское хозяйство.

## Основные показатели
В 2007 году инфляция составляла 8,3 %, в 2008 году — 24,5 %, в апреле 2010 года (в годовом исчислении) — 7,4 %, по оценке 2015 года — 5,3 %. Рост ВВП в 2009 году — 3,5 %; в 2013 году — 1,6 %; в 2014 году — 2,4 %; в 2015 году — падение на 7,2 %.

## Сельское хозяйство
В сельском хозяйстве занято 93,6 % трудоспособного населения (2002), оно даёт 39 % ВВП. Обрабатывается половина территории, треть — под пастбищами. Выращиваются бананы (1,6 млн т), батат (834 тыс. т), маниок (709 тыс. т), рис (64,5 тыс. т), кукуруза (123,2 тыс. т), сорго (74,1 тыс. т), овощи (250 тыс. т), чай (6,6 тыс. т) и кофе (6 тыс. т). Кофе, чай и хлопок идут на экспорт. В 2010 году национальная кофейная компания AFRIC ожидает хороший урожай кофе и планирует увеличить свою прибыль с 16,7 до $81,6 млн.

## Промышленность
В промышленности занято 2,3 % трудоспособного населения, оно даёт 18 % ВВП. Основные отрасли промышленности — лёгкая и пищевая, основная масса промышленных предприятий сосредоточена в бывшей столице (Бужумбура).

## Транспорт
Аэропорты
- всего — 7 (2013)[3], в том числе:
  - с твёрдым покрытием — 1
  - без твёрдого покрытия — 6

Автомобильные дороги
- всего — 12 322 км (2004)[3], в том числе:
  - с твёрдым покрытием — 1286 км
  - без твёрдого покрытия — 11 036 км

## Внешняя торговля
- Экспорт: $96,6 млн (2015)[3]
- Статьи экспорта: кофе, чай, сахар, хлопок
- Партнёры по экспорту: Пакистан 12,7 %, ДРК 12,6 %, Уганда 9,6 %, Германия 6,5 %, Бельгия 5,9 %, Франция 5,6 %, Руанда 5,4 %, Швеция 5,1 %, США 4,6 %, Китай 4,3 %, Судан 4,2 % (2014)
- Импорт: $815,1 млн (2015)[3]
- Статьи импорта: машины, топливо, продовольствие
- Партнёры по импорту: Саудовская Аравия 12,9 %, Кения 11 %, Бельгия 10,4 %, Китай 8,4 %, Танзания 7,9 %, Уганда 6,9 %, Индия 5 % (2014)